# 櫻井遼太郎
櫻井 遼太郎（さくらい りょうたろう）は、日本の子役である。
テアトルアカデミー・劇団コスモス所属。

## 出演

### テレビドラマ
- 連続テレビ小説 どんど晴れ（2007年、NHK） - 加賀美柾樹（幼少） 役
- 探偵学園Q 第10話（2007年9月4日、日本テレビ） - 天草流（幼少） 役
- だいすき!!（2008年、TBS） - 福原蓮（幼少） 役

### 映画
- 親父（2007年） - 沼田伸吾 役
- ネガティブハッピー・チェーンソーエッヂ（2008年）- 図書館の男の子 役
- パコと魔法の絵本（2008年） - 室町（幼少） 役

### CM
- ピザハット（2005年）
- キヤノン デジタルカメラ（2005年）
- 花王 メリット〜スキンシップ篇〜（2005年）
- JAL 夏休み家族のスマイルキャンペーン（2007年）
- UR都市機構 なごみライフ（2007年）関西地区のみ
- ナショナル 炊飯器（2008年）
- 花王 アタックバイオジェル つめこみ荒いの夏篇（2008年）

### Web
- 探偵事務所5 2ndシリーズ第6話『息子』 - 健太 役